# Sint-Jozefparochie (Oisterwijk)
De Sint-Jozefparochie is een rooms-katholieke parochie in de Nederlandse provincie Noord-Brabant en omvat de plaatsen in de gemeente Oisterwijk. 

## Kerken
De parochie heeft de beschikking over 4 kerkgebouwen:
- Sint-Janskerk (Moergestel)
- Joanneskerk (Oisterwijk)
- Sint-Lambertuskerk (Haaren)
- Sint-Petrus'-Bandenkerk (Oisterwijk)